# Barbara Volters
Barbara Džil Volters (engl. Barbara Jill Walters; Boston, 25. septembar 1929 — Njuјоrk, 30. decembar 2022) bila je američka novinarka, autorka i televizijska ličnost. Volters je bila voditeljka raznih televizijskih programa, uključujući Today, The View, 20/20 i ABC Evening News. Od odlaska u penziju kao stalni domaćin i saradnik nastavila je povremeno da izveštava za ABC njuz do 2015.
Volters je prvi put postala poznata kao televizijska ličnost tokom ranih 1960-ih kada je bila spisateljica i producentkinja segmenta „Zanimljivih priča o ženama” u jutarnjem programu NBC njuza zvanom The Today Show, gde je započela saradnju sa voditeljem Hjuom Daunsom. Kao rezultat svojih izuzetnih sposobnosti u pogledu intervjuisanja i popularnosti kod gledalaca, dobila je veću zastupljenost na programu. Iako su njene produkcijske dužnosti značajno doprinele programu, ona nije imala učešća u izboru Daunsovog naslednika kada je on otišao 1971. godine i Frank Makgi je dobio posao. Godine 1974, u vreme Makgijeve smrti, Volters je postala koorganizator programa; prva je žena koja je dobila takvu titulu na jednom američkom informativnom programu. Godine 1976. Volters je postala prva žena kovoditelj večernjih vesti. S Harijem Rizonerom je radila na vodećem programu ABC njuza — ABC Evening News, pri čemu je zarađivala milion dolara godišnje.
Od 1979. do 2004. godine, Volters je radila kao kodomaćin i producent programa 20/20 na ABC-u. Godine 1997. Volters je kreirala i debitovala kao kovoditelj u emisiji The View, dnevnoj tok-šou emisiji s potpuno ženskim panelom. Penzionisala se kao kovoditeljka tog programa 2014. godine posle šesnaest sezona, ali je i dalje bila izvršni producent.
Volters je od svog povlačenja iz emisije The View bila domaćin brojnih specijalnih izveštaja za 20/20 i ABC njuz, kao i dokumentarnih serija za Investigation Discovery. Uz to, Volters je nastavila da organizuje svoj godišnji specijal Barbara Walters' 10 Most Fascinating People na ABC-u. Njeno poslednje pojavljivanje u ABC njuzu bilo je 2015. godine.
Godine 1996. Volters je rangirana na 34. mestu na TV gajdovom spisku „50 najvećih TV zvezda svih vremena”, a 2000. godine je primila nagradu za životno delo od Nacionalne akademije za televizijsku umetnost i nauku.

## Rani život
Barbara Volters je rođena 1929. (iako je sama Volters tvrdila da je rođena 1931. u intervjuu pred kamerama) u Bostonu od majke Dene (devojački Seletski) i oca Luisa Voltersa (rođenog kao Luis Abraham Vomvoter). Njeni roditelji su bili Jevreji i potomci izbeglica iz Ruske Imperije. Voltersov deda po ocu Abraham Isak Vomvoter rođen je u Lođu u Poljskoj i emigrirao je u Ujedinjeno Kraljevstvo, promenivši ime u Abraham Volters (izvorno porodično prezime bilo je Waremwasser). Voltersov otac je rođen u Londonu oko 1896. i preselio se u Njujork s ocem i dva brata, prispevši 28. avgusta 1909. Njegova majka i četiri sestre stigle su 1910. godine. Barbarin otac je 1949. otvorio njujoršku verziju Latinske četvrti. On je takođe radio kao producent na Brodveju gde je bio zadužen za Ziegfeld Follies iz 1943. On je bio i direktor zabave za odmaralište i kasino Tropikana u Las Vegasu gde je uveo scensku predstavu Folies Bergère iz Pariza u glavnu salu letovališta. Voltersov brat Berton umro je 1944. godine od upale pluća. Voltersova starija sestra Džeklin je od rođena patila od mentalnog poremećaja i umrla je od raka jajnika 1985. godine.

## Bibliografija
1. ↑  Izvori koji potvrđuju da je njena godina rođenja 1929:[17][18][19][20][21][22][23][24][25][26]

## Literatura
- Gutgold, Nichola D. (2008). Seen and Heard: The Women of Television News. Lexington Books.

## Spoljašnje veze
- Barbara Walters na sajtu  (jezik: engleski)
- Mediji: Barbara Volters, žena koja je pomerila granice TV novinarstva, preminula u 93. godini (B92, 31. decembar 2022)